# Ein Affe im Winter
Ein Affe im Winter ist ein französischer Spielfilm von Henri Verneuil aus dem Jahre 1962. Er basiert auf dem 1959 erschienenen, gleichnamigen Roman von Antoine Blondin. Das daran angelehnte Drehbuch schrieben François Boyer und Michel Audiard. Der Film beschreibt, wie ein ehemaliger Soldat der französischen Armee, gespielt von Jean Gabin, mit seiner Alkoholsucht umgeht. Die zweite Hauptrolle wurde mit Jean-Paul Belmondo besetzt.

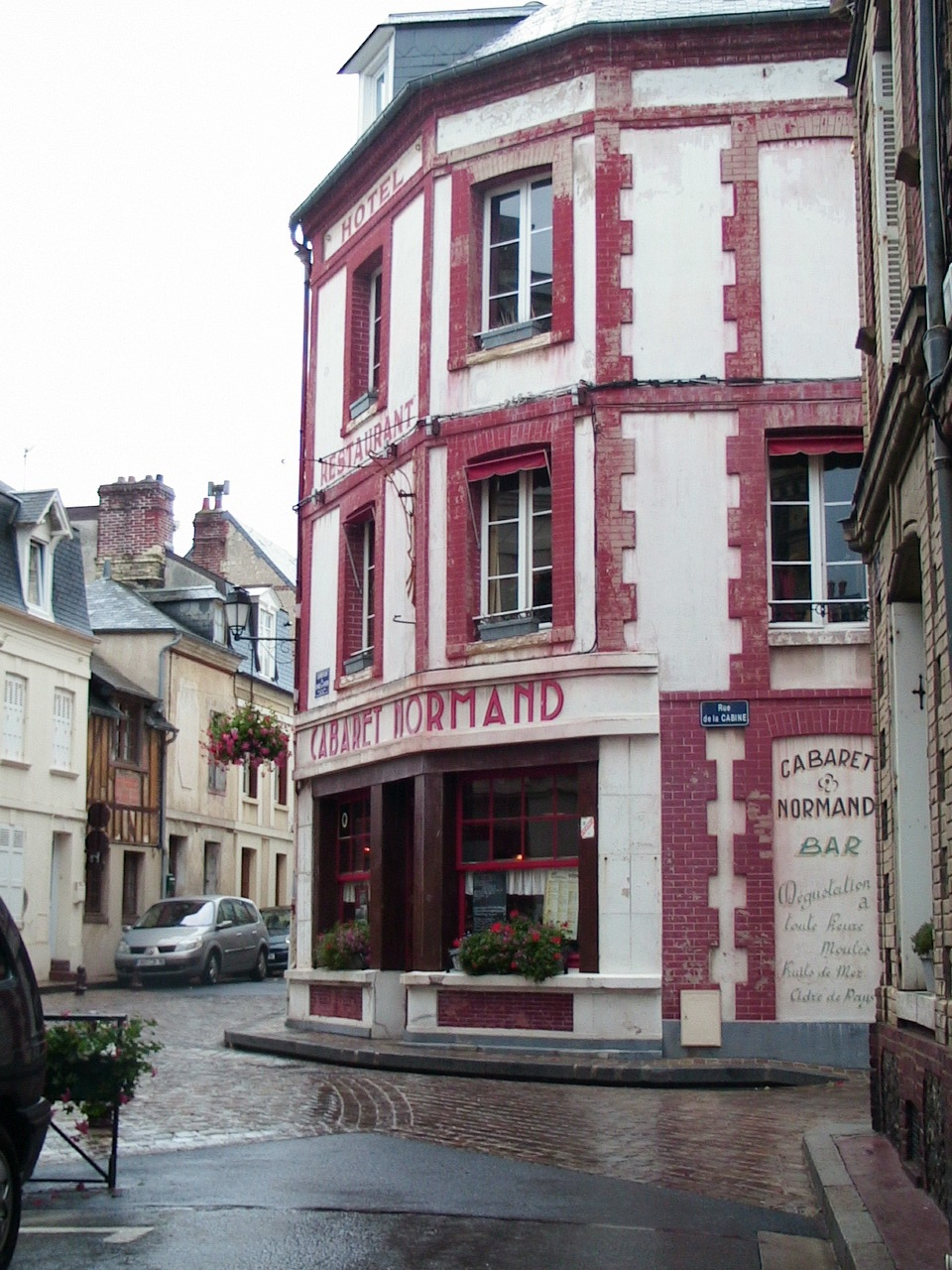
Schauplatz Cabaret Normand, Villerville

## Handlung
Der Hotelier Albert Quentin kann seine Zeit als Marineinfanterist beim französischen Expeditionskorps in China einfach nicht vergessen. Tagtäglich durchträumt er die alten Abenteuer im Alkoholrausch. Als sein Heimatstädtchen Tigreville (Villerville) von den Alliierten bombardiert wird, verspricht er seiner Frau im Falle seines Überlebens nie wieder zu trinken. Fünfzehn Jahre später findet er in Fouquet, einem seiner Hotelgäste der Werbetexter und Alkoholiker ist, einen sympathischen Spießgesellen, der ihn versteht. Sie verbringen viel Zeit miteinander, was schließlich in einem gemeinsamen Saufgelage gipfelt. Nachdem Albert und Fouquet die Bar verlassen, in der sie zuvor durch unflätiges Verhalten auffielen, schlägt Fouquet mitten in der Nacht vor, seiner 10-jährigen Tochter im Internat einen Besuch abzustatten, da diese sich dort nicht wohlfühlt. Die Leiterin öffnet zwar, vertröstet sie ob ihres Zustandes jedoch auf den nächsten Tag und schickt sie weg. Nimmermüde veranstalten sie zum Abschluss ein Feuerwerk am Strand, bei dem sämtliche Bewohner des Städtchens erwachen und schlafen anschließend ihren Rausch in einem zerstörten Bunker am Strand aus.
Am nächsten Morgen begeben sich beide zum Bahnhof, bereit zur Abreise. Albert besucht jedes Jahr um diese Zeit seinen verstorbenen Vater auf dem Friedhof – Fouquet nimmt seine Tochter Marie mit nach Hause nach Paris. Im Zug erzählt Albert der kleinen Marie eine Geschichte aus seiner Zeit in China. Unzählige wilde junge verwaiste Äffchen wurden damals von den Chinesen eingesammelt, über den Winter gebracht und im folgenden Frühjahr wieder ausgesetzt.

## Hintergrund
Die Szene, in der Fouquet seine tollkühnen stierkampfartigen Bewegungen inmitten einer stark befahrenen Straße vollführt, wurde von Belmondo selbst angeregt. In einer ähnlichen Situation hatte er den Autor Antoine Blondin, dessen Roman hier verfilmt wurde, in Paris beobachtet.
Sowohl die Produktionsfirma als auch die französische Filmaufsichtsbehörde hatten zunächst Bedenken, einen Film über zwei alkoholisierte Männer der Öffentlichkeit zu präsentieren, gaben aber schließlich nach. Die Zensur störte sich auch an der guten Sichtbarkeit der Spirituosenmarken.
Der Film wurde im Winter 1961/62 in mehreren Gemeinden im Département Calvados (Normandie) gedreht.

## Kritik
„Der weitgehend turbulente, in seiner Haltung aber besinnlich-poetische Film lebt von einer Reihe prächtiger Einfälle und der hohen Schauspielkunst seiner Darsteller.“

„Ein Film mit hohem Stimmungsgehalt. Ab 16 zu empfehlen.“